# Tin Aung Myint Oo
Tin Aung Myint Oo, est un homme politique birman.